# 휘트컴 저드슨

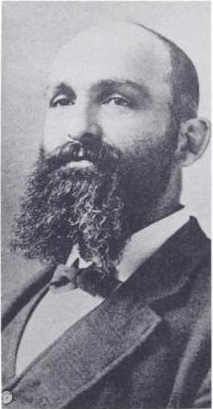

휘트컴 저드슨(Whitcomb L. Judson, 1839년 ~ 1909년)은 일리노이주 시카고에서 태어난 미국의 발명가이다.
그의 발명품 가운데 가장 유명한 것은 1891년 발명한 지퍼이다.